# Kurupt
Ricardo Emmanuel Brown, mer känd under artistnamnet Kurupt, född 23 november 1972 i Philadelphia, Pennsylvania, är en amerikansk rappare och f.d vd för Death Row Records. Han är medlem i rapgruppen Tha Dogg Pound tillsammans med Daz Dillinger och hans lite mer kända kusin Snoop Dogg och deras storsäljare hette The Chronic och Doggystyle, men är mest känd för sitt arbete inom "Death Row Records"
Han är även känd som Young Gotti och The Kingpin. Han är även medlem i The HRSMN tillsammans med Canibus, Killah Priest och Ras Kass.